# Route départementale 6 (Ardennes)
Pour les articles homonymes, voir Route départementale 6.
La route départementale 6, abrégée en D6, est une route départementale des Ardennes qui relie Fleigneux à Aure, en passant par Sedan, Remilly-Aillicourt, Raucourt-et-Flaba, Buzancy et Grandpré.
La D6 naît au lieu-dit de Ban d'Alle dans la commune de Fleigneux, à la frontière avec la Belgique, au-delà de laquelle elle est prolongée par la N945 en direction de Vresse-sur-Semois. À son extrémité sud, elle se termine dans la commune d'Aure à la frontière avec le département de la Marne, où elle se poursuit vers l'ouest sous le numéro D20.

## Tracé
- Ban d'Alle, commune de Fleigneux, frontière avec la Belgique
- Saint-Menges
- Floing, interruption de la D6, tronc commun avec la D5
- Sedan, fin de la D5, tronc commun avec la D8043 sur 2250 mètres, reprise de la D6
- Wadelincourt
- Pont-Maugis, commune de Noyers-Pont-Maugis
- Remilly-Aillicourt
- Angecourt
- Haraucourt
- Raucourt-et-Flaba
- La Besace
- Sommauthe
- interruption de la D6 à Harricourt, tronc commun avec la D947
- Bar-lès-Buzancy
- Buzancy, reprise de la D6
- Thénorgues
- Le Morthomme, commune de Beffu-et-le-Morthomme
- Grandpré, tronc commun avec la D946 dans la commune
- Senuc
- Montcheutin
- Séchault
- Ardeuil
- Manre
- Aure
- frontière avec le département de la Marne